# Scaphoideus foshoi
Scaphoideus foshoi är en insektsart som beskrevs av Fletcher och Semeraro 2001. Scaphoideus foshoi ingår i släktet Scaphoideus och familjen dvärgstritar. Inga underarter finns listade i Catalogue of Life.